# ጰ
P̣ait (en amhárico ጰይት) es la vigésimo segunda letra del alfabeto etíope, que representa el sonido /pʼ/.

## Historia
Esta letra (ጰ) proviene de la letra ጸ (ṣade), la cual proviene del carácter árabe meridional 𐩮, el cual proviene del jeroglífico egipcio M22.
| M22 | Ṣad | Ṣädäy | P̣ait |
| --- | --- | ----- | ---- |
| 𓇑   | 𐩮   | ጸ     | ጰ    |

## Uso
La alfabeto etíope es un alfasilabario donde cada símbolo corresponde a una combinación vocal + consonante, es decir, hay un símbolo básico al cual se añaden símbolos para marcar la vocal. Las modificaciones de la letra ኀ (ḫarm) son las siguientes:
| p̣ä [p̣ə] | p̣u | p̣i | p̣a | p̣e | p̣ə [p̣ɨ], ∅ | p̣o | p̣ʷa |
| ------- | -- | -- | -- | -- | ---------- | -- | --- |
| ጰ       | ጱ  | ጲ  | ጳ  | ጴ  | ጵ          | ጶ  | ጷ   |